# Йезуитски мисии в Чикитос
Йезуитските мисии в Чикитос (на испански: Las misiones jesuíticas guaraníes) са католически мисии в Южна Америка, създадени през 17 и 18 век от Ордена на йезуитите в района Чикитос, на територията на съвременна Боливия. Обявени са за обект на Световното културно наследство от ЮНЕСКО през 1990 г.

## История
През XVI век, по време на испанското владичество в Америка, католически мисионери от монашеските ордени на францисканци, доминиканци и йезуити пристигат в Южна Америка за да проповядват християнството сред местните индиански племена. Живеещите на територията на днешна Боливия племена кечуа и аймара приемат католицизма сравнително бързо и мисионерите насочват усилията си към вътрешността на страната. Боливийската област Чикитос става един от центровете на мисионерската дейност на францисканци и йезуити. Францисканците проповядват християнството и преподават испански език сред народа чиригуано, йезуитите - сред племената мохо и чикито. Въпреки че проповядват и налагат на индианците европейските култерни ценности, мисионерите се стремят и да запазят обичайния за тези племена начин на живот и самобитна култура и обичаи. През 1566 г. йезуитите получават разрешение от испанския крал Филип II за се занимават с мисионерска дейност на територията на Вицекралство Перу. През 1569 г. йезуитите пристигат в Лима, и през 1572 г. достигат територията на днешна Боливия. През 1587 г. йезуитите достигат до Чикитос, където основават поселището Сан Хосе де Чикитос. Към средата на XVIII век дейността на йезуитите в Чикитос достига своя разцвет. Основани са 22 селища, в които живеели 45 мисионери и около 60 000 новопъкръстени индианци – католици. .
Мисииите са създадени на три етапа: първоначално са основани мисиите Сан Франциско Хавиер (1691), Сан Рафаел де Веласко (1696), Сан Хосе де Чикитас (1698), Консепсион и Сан Хуан Батиста (1699). През втория етап е основана през 1721 г. мисията Сан Мигел де Веласко. Третият етап на строителство на мисионерски ценрове започва през 1748 г. с основаването на мисиите Сан Игнасио и Сан Игнасио де Веласко. През 1754 г. е основана мисията Сантьяго де Чикитас, през 1755 г. Санта Ана де Веласко, последната Санто Корасон е основана през 1760 г. Чикитас става междинен пунк за експанзията на йезуитите на изток – към река Парагвай.
През 1750 г. територията Рио Гранди до Сул са предадени на Португалия, което предизвиква въстание на индианците гуарани. Доколкото йезуитите поддържат гуараните, през 1758 г. те са обвинени в заговор против португалската корона и всички членове на монашеския орден са изгонени от португалските територии. На 27.02.1767 г. и испанският крал Карл III издава указ за изгонване на йезуитите от испанските колонии в Америка. През септември 1767 г. йезуитите напускат Чикитос, и предават мисиите под управлението на местни католически свещеници. Постепенно дейността на мисиите затихва. През 1931 г. духовното управление на мисиите е предадено на францисканците.
През 1972 г. йезуитът Ханс Рота предприема широкомащабно възстановяване на църквите и мисиите, което продължава до началото на XXI век. През 1990 г. шест от йезуитските мисии са включени в Списъка на ЮНЕСКО като исторически паметник, съчетаващ европейската християнска култова архитектура и местната индианска култура.

## Йезуитски мисии в Чикитос – обекти на Световното културно наследство
| # | Изображение | Название                                                                        | Местоположение                  | Време на създаване | Година на включване | № | Критерий |
| - | ----------- | ------------------------------------------------------------------------------- | ------------------------------- | ------------------ | ------------------- | - | -------- |
| 1 |             | Мисия „Сан Франциско Хавиер“ (на испански: San Francisco Xavier de los Piñocas) | департамент Санта Крус, Боливия | 1691               | 1990                |   | iv, v    |
| 2 |             | Мисия „Консепсион“ (на испански: Concepción)                                    | департамент Санта Крус, Боливия | 1699               | 1990                |   | iv, v    |
| 3 |             | Мисия „Санта Ана де Веласко“ (на испански: Santa Ana de Velasco)                | департамент Санта Крус, Боливия | 1755               | 1990                |   | iv, v    |
| 4 |             | Мисия „Сан Мигел де Веласко“ (на испански: San Miguel de Velasco)               | департамент Санта Крус, Боливия | 1721               | 1990                |   | iv, v    |
| 5 |             | Мисия „Сан Рафаел де Веласко“ (на испански: San Rafael de Velasco)              | департамент Санта Крус, Боливия | 1695               | 1990                |   | iv, v    |
| 6 |             | Мисия „Сан Хосе де Чикитос“ (на испански: San José de Chiquitos)                | департамент Санта Крус, Боливия | 1698               | 1990                |   | iv, v    |